# Adenike Osofisan
Adenike Osofisan (* 11. März 1950 in Oshogbo) ist eine nigerianische Professorin der Informatik. Sie ist die erste Nigerianerin mit einem Doktorgrad in Informatik. 2006 erhielt sie eine Professur an der University of Ibadan und war damit die erste afrikanische Frau, die eine Professur in Informatik hatte. Sie beschäftigt sich in ihren Arbeiten mit Data-Mining und Wissensmanagement.

## Leben und Karriere
Osofisan studierte Informatik und Wirtschaft an der Universität von Ife (heute Obafemi Awolowo University) und machte einen Master in Information and Computer Science am Georgia Institute of Technology.
Osofisan wurde 1989 in Informatik mit einer Arbeit über „Data Processing Model for a Multi-access Computer Communication Network“ an der Obafemi Awolowo University promoviert. Darin beschäftigte sie sich mit dem Design eines landesweiten Computernetzes für die nigerianischen Universitäten.
1993 wurde sie Senior Principal Lecturer am Polytechnic in Ibadan. Ab 1999 lehrte und forschte sie an der University of Ibadan, wo sie 2006 zur Professorin ernannt wurde. 2020 ging sie in den Ruhestand.

## Auszeichnungen und Ämter
- 2003: erste Präsidentin der Nigerian Women in IT[1]
- 2005–2009: Council Chairman of the Computer Professional Registration Council of Nigeria (CPN)[1]
- 2019: Aufnahme in die „Nigerian Women Hall of Fame“[5]

## Publikationen (Auswahl)
- Asanbe M.O., Adenike Osofina, William W.F.: Teachers’ Performance Evaluation in Higher Educational Institution using Data Mining Technique. Foundation of Computer Science FCS, New York, Volume 10, Number 7 / March 2016, ISSN 2249-0868[6]
- Asanbe M.O., Adenike Osofina, William W.F.: Evaluation of Predictive Data Mining Algorithms in Erythemato-Squamous Disease Diagnosis, Britisches Journal für Mathematik und Informatik, Januar 2015, doi:10.9734/BJMCS/2015/14339[7]
- Iwara I. Arikpo, Adenike Osofisan, Abel Usoro: Bridging the digital divide: The Nigerian Journey so far, International Journal of Global Business, Juli 2009[8]
- Adenike Osofisan, Olufade Falade Williams Onifade, Olumide Babatope Longe, Olusegun Lala: Towards a Risk Assessment and Evaluation Model for Economic Intelligent Systems, Nigeria, Oktober 2007[9]
- Akin Solo, Adenike Osofisan, Babatunde Akinkunmi: Industry Perceptions of the Software Inspection Process: Nigeria Software Industry as a Case Study, Department of Computer Science, University of Ibadan, Nigeria. Volume 2, Number 2 / Mai 2009, ISSN 2006-1781[10]